# Coprothassa melanaria
Coprothassa melanaria är en skalbaggsart som först beskrevs av Mannerheim 1830.  Coprothassa melanaria ingår i släktet Coprothassa, och familjen kortvingar. Arten är reproducerande i Sverige.